# Stichting Volksmuziek Nederland
De SVN wil het leren spelen van traditionele muziek; volksmuziek/wereldmuziek en folk bevorderen. Zij biedt hiervoor weekend- en dagworkshops aan die worden gegeven door professionele muzikanten. 
Stichting Volksmuziek Nederland (SVN) is voortgekomen uit de folkbeweging, zoals die bestond vanaf de tweede helft van de jaren ’60 en die in de loop van de jaren ’70 tot bloei kwam. Vanuit de studentenwereld was in de jaren zeventig de Stichting Volksmuziek Utrecht opgericht, en omdat er steeds meer folkoptredens in het land werden georganiseerd ontstond de Nederlandse Federatie van Folk Organisatoren NFF. Die organiseerde in ’76 en ’77 in Utrecht een sessie met nieuwe groepen. De NFF richtte ook onder meer een folktijdschrift op, Jan Viool (tegenwoordig: Newfolksounds). In '78 ging de NFF over in de huidige Stichting Volksmuziek Nederland. Het is een Nederlandse stichting gebleven, maar zij heeft haar muziekfocus uitgebreid van West- Europese muziek naar Oost- Europese muziek en soms daarbuiten. Ook heeft de SVN regelmatig publicaties uitgegeven.